# San Gabriel, Jalisco
San Gabriel är en ort i Mexiko.   Den ligger i kommunen San Gabriel och delstaten Jalisco, i den södra delen av landet. San Gabriel ligger 806 meter över havet och antalet invånare är 4 006.